# Volleybalvereniging Alterno
Il Volleybalvereniging Alterno è una società pallavolistica femminile olandese, con sede ad Apeldoorn: milita nel campionato olandese di Topdivisie.

## Palmarès
- Campionato olandese: 1

2013-14
- Coppa dei Paesi Bassi: 1

2013-14